# اخو محسن
ابوالحسین محمد بن علی مشهور با نام مستعار خود اَخو محسن (؟ – ۹۸۵م) نویسندهٔ ضدِّ اسماعیلی قرن دهم میلادی/ چهارم هجری بود. اخو محسن، نسب‌شناس علوی اهل دمشق و یکی از جدلی‌نویسان مخالف اسماعیلیان بود. در حدود سال ۹۸۲م/ ۳۷۲ ق کتاب مفصلی نوشت که به نقد و رد دیدگاه‌های اسماعیلی اختصاص داشت. این اثر به‌وضوح تحت تأثیر نوشته‌های ضد اسماعیلی ابن رزام قرار گرفته بود و شامل بخش‌های تاریخی و عقیدتی می‌شد. گرچه متن کامل این کتاب به‌دست ما نرسیده، اما بخش‌های مهمی از آن در آثار تاریخ‌نگاران بعدی، به‌ویژه نویری، ابن دُواداری و مقریزی، حفظ شده است.

## زندگی و پیشه
ابوالحسین محمد بن علی با نام مستعار اخو محسن که خود از تبار علویان بود، در دمشق می‌زیست و از نخستین نویسندگانی بود که به نسب‌نامه‌های علوی علاقه‌مند شد. او بر پایه اثر پیشین ضداسماعیلی ابن رزام ــ که امروزه تنها به‌صورت قطعات پراکنده باقی مانده ــ رساله‌ای انتقادی علیه خلافت فاطمی و پیروان اسماعیلی آن در سدهٔ ۹۸۰م نوشت. این اثر را در زمانی نگاشت که فاطمیان در تلاش برای گسترش سلطهٔ خود بر شام و تصرف دمشق بودند. رسالهٔ او نیز همچون اثر ابن رزام به‌طور کامل حفظ نشده، اما بخش‌هایی از آن در آثار تاریخ‌نگاران متأخر مانند نُوَیری، ابن الدَّواداری و مقریزی باقی مانده است.
از آنچه از اثر اخو محسن باقی مانده چنین برمی‌آید که کتاب او بخش‌هایی جداگانه دربارهٔ تاریخ و عقاید داشته است.با این حال، حتی مقریزی نیز هر دو، اخو محسن و ابن رزام، را منابعی غیرقابل اعتماد خوانده است.در واقع، اثر اخو محسن نقل‌قول‌های گسترده‌ای از رساله‌ای بی‌نام با عنوان «کتاب السیاسة» را دربر می‌گرفت؛ اثری جعلی که به دروغ به اسماعیلیان نسبت داده شده بود و در آن روش‌هایی برای جذب پیروان و افشای اسرار عقیدتی معرفی می‌شد. محتوای ساختگی آن به گونه‌ای تنظیم شده بود که اسماعیلیان را بی‌قانون، ملحد و لذت‌گرا جلوه دهد، و همین باعث شد که این کتاب برای «نسل‌های متوالی از جدل‌نویسان و فرق‌نگاران اهل سنت، منبع اصلی حمله به اسماعیلیه گردد».
گزارش‌های ابن رزام و اخو محسن مبنای بیشتر نوشته‌های ضداسماعیلی بعدی شد، به‌ویژه در منشور بغداد در سال ۱۰۱۱ میلادی که توسط خلیفهٔ عباسی القادر صادر شد.این روایت‌ها تا قرن بیستم، پیش از آغاز رویکردهای انتقادی جدید در پژوهش‌های تاریخی، در میان اهل سنت و حتی محافل دانشگاهی غربی به‌عنوان روایت رسمی از عقاید و منشأ اسماعیلیه پذیرفته شده بود.
اخو محسن حولی سال ۳۷۵ هجری قمری/ ۹۸۵–۶ میلادی درگذشت.